# Théophylacte d'Antioche
Théophylacte Bar Qanbara, de Harran, fut patriarche melkite d'Antioche de 744/45 à 751.

## Carrière
Selon le chroniqueur Théophane le Confesseur, le calife Hicham, peu avant sa mort (intervenue le 6 février 743), autorisa les chrétiens melkites à élire un patriarche d'Antioche, le siège étant alors vacant depuis quarante ans du fait d'un véto des autorités musulmanes. Il ne leur laissa pas le choix de l'élu : ce devait être un certain Étienne (Stephanos), un moine syrien qui avait sa faveur, « certes assez inculte, mais pieux ». Cette élection fut l'occasion de la levée du véto des musulmans sur la présence d'un patriarche melkite à Antioche.
Étienne fut en fonction environ deux ans. Selon Michel le Syrien, qui reproduit pour cette période la Chronique de Denys de Tell-Mahré, Marwan II, peu après son avènement (intervenu le 12 décembre 744), imposa comme patriarche melkite son argentier Théophylacte Bar Qanbara. Celui-ci obtint du calife « un édit et une armée » pour persécuter les « Maronites ». Ceux-ci étaient notamment les moines du monastère Saint-Maron, près d'Hama : tout en reconnaissant le concile de Chalcédoine (et étant même en Syrie les adversaires traditionnels de l'Église jacobite), ils n'avaient pas admis la théologie des deux volontés du Christ de Maxime le Confesseur, validée à Constantinople par le concile œcuménique de 680 ; de plus, ils récitaient le Trisagion avec la formule suspecte « qui as été crucifié pour nous ». Selon la même chronique, la doctrine du concile de 680 n'avait été introduite en Syrie qu'à partir de 727, par des prisonniers byzantins des musulmans, et elle y avait causé un schisme parmi les chrétiens « chalcédoniens ». Ce fut l'origine de la division en Syrie entre l'Église « melkite » et l'Église maronite.
Il semble que ce patriarche d'Antioche ait correspondu avec le pape Zacharie. Il resta en fonction sept ans et fut remplacé par un certain Théodore vers 751.